# Флаги Смоленской области
Список флагов муниципальных образований Смоленской области Российской Федерации.
На 1 января 2018 года в Смоленской области насчитывалось 257 муниципальных образований — 2 городских округа, 25 муниципальных районов, 23 городских и 207 сельских поселений.

## Флаги городских округов
| Флаг | Наименование                                       | Дата утверждения | Номер в ГГР |
| ---- | -------------------------------------------------- | ---------------- | ----------- |
|      | Флаг муниципального образования «Город Смоленск»   | 31 мая 2001      |             |
|      | Флаг муниципального образования «город Десногорск» | 28 октября 2009  | 5764        |

## Флаги муниципальных районов
| Флаг | Наименование                                            | Дата утверждения | Номер в ГГР |
| ---- | ------------------------------------------------------- | ---------------- | ----------- |
|      | Флаг муниципального образования «Гагаринский район»     | 26 февраля 2010  | 5965        |
|      | Флаг муниципального образования «Демидовский район»     | 19 мая 2005      | 1927        |
|      | Флаг муниципального образования «Демидовский район»     | 19 мая 2005      |             |
|      | Флаг муниципального образования «Духовщинский район»    | 6 декабря 2010   | 6762        |
|      | Флаг муниципального образования «Кардымовский район»    | 23 июня 2011     | 7134        |
|      | Флаг муниципального образования «Монастырщинский район» | 30 августа 2005  | 1975        |
|      | Флаг муниципального образования «Починковский район»    | 25 августа 2010  | 6314        |

| Флаг | Наименование                                            | Дата утверждения | Номер в ГГР |
| ---- | ------------------------------------------------------- | ---------------- | ----------- |
|      | Флаг муниципального образования «Рославльский район»    | 27 июня 2003     | 1895        |
|      | Флаг муниципального образования «Смоленский район»      | 3 июля 2012      | 7963        |
|      | Флаг муниципального образования «Сычёвский район»       | 27 июля 2001     | 824         |
|      | Флаг муниципального образования «Тёмкинский район»      | 27 апреля 2012   | 7737        |
|      | Флаг муниципального образования «Хиславичский район»    | 28 ноября 2018   |             |
|      | Флаг муниципального образования «Шумячский район»       | 26 августа 2016  | 11122       |
|      | Флаг муниципального образования «Холм-Жирковский район» | 17 июня 2008     | 4128        |

## Флаги городских поселений
| Флаг | Наименование                                                      | Дата утверждения | Номер в ГГР |
| ---- | ----------------------------------------------------------------- | ---------------- | ----------- |
|      | Флаг Вяземского городского поселения Вяземского района            | 20 мая 2008      | 4130        |
|      | Флаг муниципального образования город Гагарин Гагаринского района | 30 октября 2006  | 2697        |
|      | Флаг Дорогобужского городского поселения Дорогобужского района    | 8 февраля 2000   | 586         |

| Флаг | Наименование                                                       | Дата утверждения | Номер в ГГР |
| ---- | ------------------------------------------------------------------ | ---------------- | ----------- |
|      | Флаг Ельнинского городского поселения Ельнинского района           | 20 августа 2010  | 6717        |
|      | Флаг Холм-Жирковского городского поселения Холм-Жирковского района | 10 июня 2008     | 4840        |
|      | Флаг Ярцевского городского поселения Ярцевского района             | 8 июля 1996      |             |

## Флаги сельских поселений
| Флаг | Наименование                                               | Дата утверждения | Номер в ГГР |
| ---- | ---------------------------------------------------------- | ---------------- | ----------- |
|      | Флаг Кармановского сельского поселения Гагаринского района |                  | 7335        |
|      | Флаг Печерского сельского поселения Смоленского района     | 2015             |             |

## Упразднённые флаги
| Флаг | Наименование                                         | Дата утверждения | Дата отмены    |
| ---- | ---------------------------------------------------- | ---------------- | -------------- |
|      | Флаг муниципального образования «Тёмкинский район»   | 26 августа 2011  | 27 апреля 2012 |
|      | Флаг муниципального образования «Хиславичский район» | 25 августа 2011  |                |
|      | Флаг муниципального образования «Ярцевский район»    | 24 сентября 2002 | -              |

| Флаг | Наименование                                           | Дата утверждения | Дата отмены    |
| ---- | ------------------------------------------------------ | ---------------- | -------------- |
|      | Флаг Печерского сельского поселения Смоленского района | 26 ноября 2014   | 2015           |
|      | Флаг Печерского сельского поселения Смоленского района | 26 марта 2014    | 26 ноября 2014 |